# Collège de Justice
Le collège de Justice (nom latin : collegium Justiciae) est un collège de l'ancienne université de Paris.

## Histoire

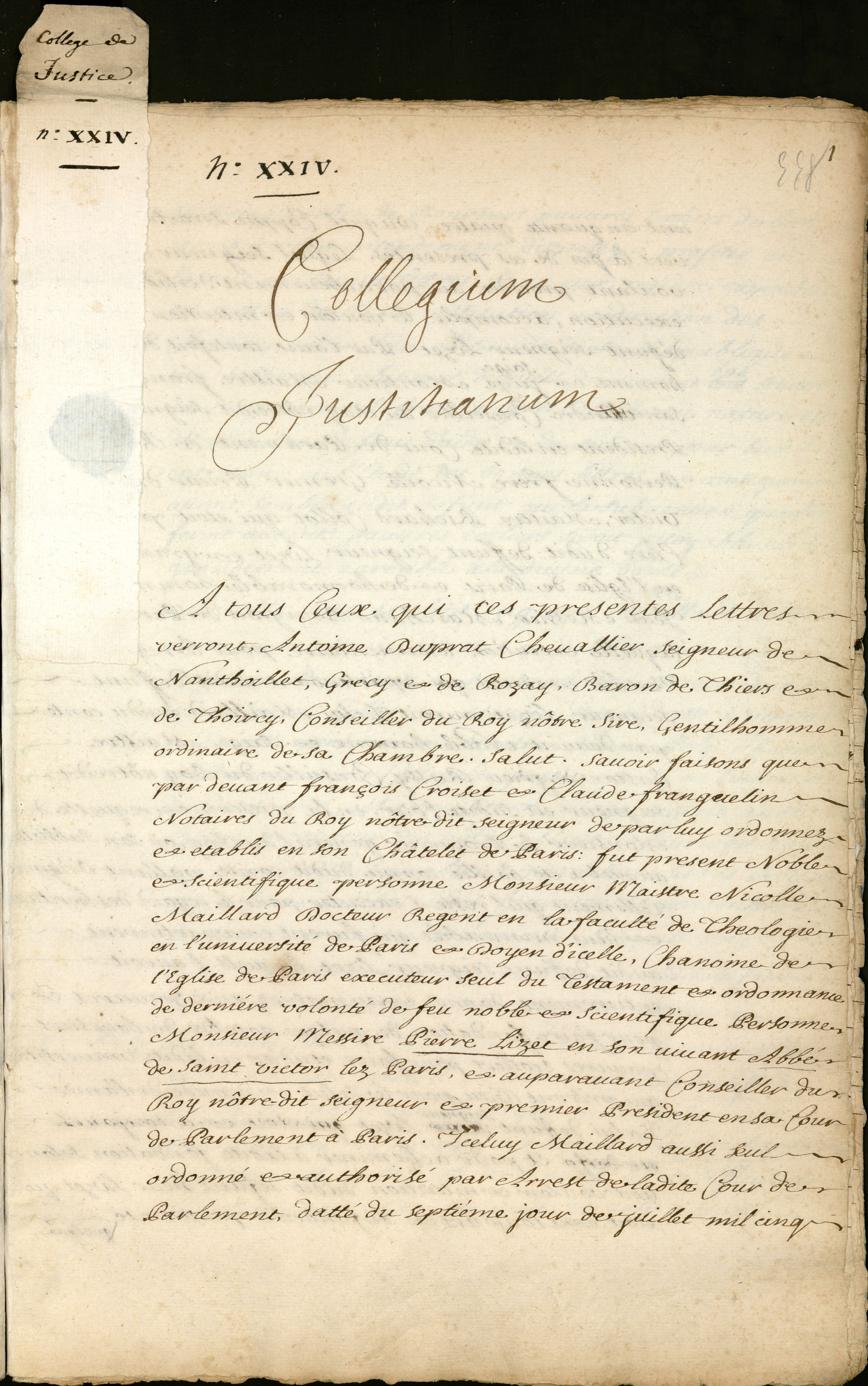
Fondation et statuts du collège de Justice (Bibliothèque de la Sorbonne, NuBIS)

Le collège est fondé en 1358 par testament de Jean de Justice, originaire du diocèse de Rouen et chanoine de Notre-Dame. Le collège est destiné à accueillir douze élèves de Rouen et de Bayeux. L'établissement se situe dans le voisinage du collège d'Harcourt, avec qui il entretient de nombreuses similitudes (dont une même appartenance à la nation de Normandie).   
Pierre Lizet de Salers en Auvergne, qui devient premier président au parlement de Paris, fonde cinq bourses dans ce collège, dont deux en faveur de ses parents ou alliés, ou, à leur défaut, pour des écoliers de la ville de Salers, et les trois autres en faveur d'écoliers de Paris[réf. souhaitée]. 
Au XVIIe siècle, le collège d'Harcourt profitera d'une dispute interne au collège de Justice pour demander que les deux collèges soient réunis dans un commun exercice. Cette demande, bien que validée par délibération par l'université, fera l'objet de nombreuses oppositions de la part des proviseurs du collège de Justice. Par la suite, le collège connaîtra une lente période de déclin, allant même jusqu'à une suspension de ses activités en 1700, pour raisons financières. En 1761, le nombre de boursiers se limite à cinq. 
Le collège est réuni en 1763 au collège Louis-le-Grand. Certains de ses bâtiments sont aujourd'hui englobés dans la partie du lycée Saint-Louis qui donne sur la rue Racine. 